# Round Rock (Arizona)
Round Rock é uma Região censo-designada localizada no estado americano de Arizona, no Condado de Apache.

## Demografia
Segundo o censo americano de 2000, a sua população era de 601 habitantes.

## Geografia
De acordo com o United States Census Bureau tem uma área de
36,7 km², dos quais 36,5 km² cobertos por terra e 0,2 km² cobertos por água. Round Rock localiza-se a aproximadamente 1629 m acima do nível do mar.

## Localidades na vizinhança
O diagrama seguinte representa as localidades num raio de 40 km ao redor de Round Rock.